# Liste von Sakralbauten in Bielefeld
In der Liste von Sakralbauten in Bielefeld sind Kirchengebäude (nicht Kirchengemeinden), Moscheen und Synagogen im heutigen Stadtgebiet von Bielefeld aufgeführt. Kapellen sowie Gottesdiensträume in Gemeindehäusern, Krankenhäusern, Heimen o. ä. sind nicht berücksichtigt.
Die Begräbnisstätten in Bielefeld befinden sich in der Liste der Friedhöfe in Bielefeld.

## Evangelische Kirchen

### Kirchengebäude der Landeskirche
Die Kirchen der Evangelischen Kirche von Westfalen im Stadtgebiet von Bielefeld gehören zum größeren Teil zum Kirchenkreis Bielefeld, einige zum Kirchenkreis Gütersloh.
|  | Name                           | Gemeinde                                                             | Ort                                | Stadtbezirk Kirchenkreis                       | Bauzeit                       | Besonderheiten |
|  | ------------------------------ | -------------------------------------------------------------------- | ---------------------------------- | ---------------------------------------------- | ----------------------------- | --- |
|  | Altstädter Nicolaikirche       | Ev. Altstädter Nicolai-Gemeinde                                      | Bielefeld Niedernstraße            | Bezirk Mitte KKr Bielefeld                     | 14. Jahrhundert               | dreischiffige gotische Hallenkirche, 1541 erste protestantische Gottesdienste, 1632 protestantisch, 1945 stark zerstört und zeitgenössisch verändert aufgebaut                                                                        |
|  | Andreaskirche                  | Ev.-luth. Kirchengemeinde Babenhausen                                | Babenhausen Babenhauser Straße     | Bezirk Dornberg KKr Bielefeld                  | 1966/67                       | |
|  | Apostelkirche                  | Ev.-luth. Apostelkirchengemeinde                                     | Bielefeld Brückenstraße            | Bezirk Mitte KKr Bielefeld                     | 1952–1954                     | streng gerichteter Langhausbau mit erhöhtem Altarraum |
|  | Arche-Noah-Kirche              | Ev.-luth. Kirchengemeinde Schröttinghausen                           | Schröttinghausen Horstkotterheide  | Bezirk Dornberg KKr Bielefeld                  | 1979                          | |
|  | Auferstehungskirche            | Ev.-luth. Versöhnungs-Kirchengemeinde Jöllenbeck                     | Theesen Theesener Straße           | Bezirk Jöllenbeck KKr Bielefeld                | 1951                          | |
|  | Bartholomäuskirche             | Ev.-luth. Bartholomäus-Kirchengemeinde Brackwede                     | Brackwede Hauptstraße              | Bezirk Brackwede KKr Gütersloh                 | 1892                          | erste Kirche im 11. Jahrhundert, seit 1533 protestantisch, heutige Kirche als Kreuzkirche im neugotischen Stil erbaut, 1990 durch Brand stark zerstört und wiederaufgebaut                                                            |
|  | Bodelschwinghkirche            | Ev.-luth. Dietrich-Bonhoeffer-Gemeinde                               | Gellershagen Voltmannstraße        | Bezirke Dornberg und Schildesche KKr Bielefeld | erste Hälfte der 1950er Jahre | zunächst Außenstelle der Erlösergemeinde, der schlichte Kirchenraum eine Pseudobasilika (flachgedeckte Pfeilerbasilika ohne Obergadenfenster)                                                                                         |
|  | Christuskirche                 | Ev. Emmaus-Kirchengemeinde Senne                                     | Windelsbleiche Buschkampstr.       | Bezirk Senne KKr Gütersloh                     | ca. 1960                      | |
|  | Eckardtskirche                 | Zionsgemeinde Bethel                                                 | Eckardtsheim Eckardtsheimer Straße | Bezirk Sennestadt KKr Bielefeld                |                               | Filialkirche der Zionsgemeinde |
|  | Epiphaniaskirche               | Ev.-luth. Versöhnungs-Kirchengemeinde Jöllenbeck                     | Vilsendorf Vilsendorfer Straße     | Bezirk Jöllenbeck KKr Bielefeld                | 1963                          | Architektur-Stil des Brutalismus |
|  | Erlöserkirche                  | Ev.-luth. Lydiagemeinde/ Jugendpfarramt des Kirchenkreises Bielefeld | Schildesche Gunststraße            | Bezirk Schildesche KKr Bielefeld               |                               | seit 2009 als Jugendkirche „luca“ genutzt |
|  | Evangelische Kirche Brake      | Ev.-luth. Kirchengemeinde. Brake                                     | Brake Braker Straße                | Bezirk Heepen KKr Bielefeld                    | 1909                          | |
|  | Evangelische Kirche Milse      | Ev.-luth. Kirchengemeinde Milse                                      | Milse Gemeindeweg                  | Bezirk Heepen KKr Bielefeld                    |                               | |
|  | Evangelische Kirche Stieghorst | Ev.-luth. Kirchengemeinde Stieghorst                                 | Stieghorst Reichenbergerstraße     | Bezirk Stieghorst KKr Bielefeld                | 1893                          | zunächst Bau einer Kapelle, die zur Kirche erweitert wurde, 1908 Anbau eines Glockenturmes |
|  | Evangelische Kirche Ubbedissen | Ev. Kirchengemeinde Ubbedissen                                       | Ubbedissen Detmolder Straße 706    | Bezirk Stieghorst KKr Bielefeld                | 1865                          | neugotisch, Entwurf der preußischen Staatsbauverwaltung unter Friedrich August Stüler, Gewölbe-Einbau 1877–1878, unter Denkmalschutz                                                                                                  |
|  | Evangelische Kirche Ummeln     | Ev. Kirchengemeinde Ummeln                                           | Ummeln Queller Straße              | Bezirk Brackwede KKr Gütersloh                 | 1897                          | |
|  | Friedenskirche                 | Ev. Emmaus-Kirchengemeinde Senne                                     | Senne Schopenhauerweg              | Bezirk Senne KKr Gütersloh                     | ca. 1960                      | |
|  | Jakobuskirche                  | Ev.-luth. Jakobus-Gemeinde                                           | Bielefeld Jakobusstraße            | Bezirk Mitte KKr Bielefeld                     | 1912                          | Mischung aus Jugendstil und Reformarchitektur (Bauhauselemente) |
|  | Jesus-Christus-Kirche          | Ev. Kirchengemeinde Sennestadt                                       | Sennestadt Fuldaweg                | Bezirk Sennestadt KKr Gütersloh                | ca. 1960                      | |
|  | Johanneskirche                 | Ev.-luth. Kirchengemeinde Altenhagen                                 | Altenhagen Kanzelstraße            | Bezirk Heepen KKr Bielefeld                    | 1970                          | |
|  | Johanneskirche                 | Ev.-luth. Johanneskirchengemeinde Quelle-Brock                       | Quelle Carl-Severing-Straße        | Bezirk Brackwede KKr Gütersloh                 | 1955/56                       | Halle mit zeltartigem Holzdach, abgesetzter Glockenturm 1996 abgerissen und neu erbaut |
|  | Johanniskirche                 | Ev.-luth. Lydiagemeinde                                              | Bielefeld Johanniskirchplatz 1     | Bezirk Mitte KKr Bielefeld                     | 1899–1901                     | Architekt: Alex Trappen (Bielefeld); seit 1985 unter Denkmalschutz |
|  | Kreuzkirche                    | Ev. Kirchengemeinde Sennestadt                                       | Sennestadt Paderborner Straße      | Bezirk Sennestadt KKr Gütersloh                | 1894                          | |
|  | Lukaskirche                    | Ev.-luth. Kirchengemeinde Oldentrup                                  | Oldentrup Siekstraße               | Bezirk Heepen KKr Bielefeld                    | 1972                          | |
|  | Lutherkirche                   | Ev. Markus-Kirchengemeinde                                           | Bielefeld Martin-Luther-Platz      | Bezirk Stieghorst KKr Bielefeld                | 1906–1908                     | Architekt: Karl Siebold; kreuzförmig-zentralisierender Bau in frei-historisierender Gestaltung („Kaiser- und Burgenstil“), Turmanbau 1960                                                                                             |
|  | Lutherkirche                   | Ev. Emmaus-Kirchengemeinde Senne                                     | Windflöte Tulpenweg                | Bezirk Senne KKr Gütersloh                     | 1965                          | |
|  | Marienkirche                   | Ev.-luth. Versöhnungs-Kirchengemeinde Jöllenbeck                     | Jöllenbeck Schwagerstraße          | Bezirk Jöllenbeck KKr Bielefeld                | 1852–1854                     | erster Kirchbau im Raum Bielefeld seit der Reformation; 1877 Abriss der alten Kirche aus dem 13. Jahrhundert |
|  | Markuskirche                   | Ev.-luth. Kirchengemeinde Hoberge-Uerentrup                          | Hoberge-Uerentrup Markuskirchweg   | Bezirk Dornberg KKr Bielefeld                  | 1963                          | |
|  | Matthäuskirche                 | Ev.-luth. Dietrich-Bonhoeffer-Gemeinde                               | Bielefeld Am Brodhagen             | Bezirke Dornberg und Schildesche KKr Bielefeld | 1961                          | |
|  | Neustädter Marienkirche        | Ev.-luth. Neustädter Marien-Kirchengemeinde                          | Bielefeld Kreuzstraße              | Bezirk Mitte KKr Bielefeld                     | 1293 Baubeginn                | spätromanisch-frühgotische Hallenkirche mit zwei Türmen, Stiftskirche, seit ca. 1554 protestantisch, Turmdächer nach Kriegszerstörung 1966 verändert aufgebaut                                                                        |
|  | Pauluskirche                   | Ev.-luth. Paulus-Kirchengemeinde                                     | Bielefeld Paulusplatz              | Bezirk Mitte KKr Bielefeld                     | 1880–1883                     | neugotischer Repräsentativbau in Kreuzform; erster Kirchbau im Stadtgebiet seit der Reformation |
|  | Peter-und-Pauls-Kirche         | Ev.-luth. Kirchengemeinde Heepen                                     | Heepen Heeper Straße               | Bezirk Heepen KKr Bielefeld                    | 11. Jahrhundert               | einschiffige Kreuzkirche, 1835 bis 1837 zur heutigen dreischiffigen Form erweitert |
|  | Peterskirche                   | Ev.-luth. Kirchengemeinde Dornberg                                   | Kirchdornberg Am Thie              | Bezirk Dornberg KKr Bielefeld                  | 14./11. Jahrhundert           | gotische Saalkirche, romanischer Kirchturm, seit 1523 protestantisch |
|  | Petrikirche                    | Ev. Petri-Kirchengemeinde                                            | Bielefeld Petristraße              | Bezirk Mitte KKr Bielefeld                     | 1954                          | Architekt: Werner March (Minden) |
|  | Stephanuskirche                | Ev.-luth. Martini-Gemeinde                                           | Gadderbaum Pellaweg                | Bezirk Gadderbaum KKr Bielefeld                |                               | |
|  | Stiftskirche                   | Ev.-luth. Stifts-Kirchengemeinde Schildesche                         | Schildesche Johannisstraße         | Bezirk Schildesche KKr Bielefeld               | 13. Jahrhundert               | kreuzförmige Saalkirche eines 939 entstandenen Reichsstiftes für adelige Damen, Turm von 1869, von der Reformation bis 1810 bikonfessionell                                                                                           |
|  | Süsterkirche                   | Ev.-reformierte Kirchengemeinde Bielefeld                            | Bielefeld Güsenstraße              | Bezirk Mitte KKr Bielefeld                     | ab 1491                       | als spätgotische einschiffige Klosterkirche für Augustinerinnen erbaut, seit 1657 Pfarrkirche der evangelisch-reformierten Gemeinde, 1892 neogotische Erweiterung um Chorraum und Querschiff, 1945 stark zerstört und wiederaufgebaut |
|  | Zionskirche                    | Ev. Zionsgemeinde Bethel                                             | Bielefeld-Gadderbaum Am Zionswald  | Bezirk Gadderbaum KKr Bielefeld                | 1883/84                       | Ziegelsteinkirche im neoromanisch-preußischen Rundbogenstil |

Siehe auch: Kirchenkreis Bielefeld#Kirchen und Gemeinden und Bielefelder Kirchen im Kirchenkreis Gütersloh

### Andere evangelische Kirchen und Freikirchen
|  | Name             | Gemeinde                                    | Ort                             | Bauzeit | Besonderheiten                                                                              |
|  | ---------------- | ------------------------------------------- | ------------------------------- | ------- | ------------------------------------------------------------------------------------------- |
|  |                  | Freie evangelische Gemeinde                 | Stieghorst Lipper Hellweg       | 1974    |                                                                                             |
|  | Trinitatiskirche | Selbständige Evangelisch-Lutherische Kirche | Mitte Schatenstraße             |         |                                                                                             |
|  | Kreuzkirche      | Evangelisch-methodistische Kirche           | Schildesche Schildescher Straße | 1962    | Die Kirche ging 1980 durch Kauf von der evangelischen auf die methodistische Gemeinde über. |

## Katholische Kirchen

### Römisch-katholische Kirchen
Die römisch-katholischen Kirchengemeinden gehören zum Dekanat Bielefeld-Lippe im Erzbistum Paderborn. Mehrere Pfarrgemeinden wurden 2006 jeweils zu einem Pastoralverbund mit gemeinsamem Seelsorgeteam zusammengeschlossen.
|  | Name                 | Standort                       | Pastoralverbund          | Bauzeit   | Besonderheiten |
|  | -------------------- | ------------------------------ | ------------------------ | --------- | --- |
|  | St. Bartholomäus     | Senne Windelsbleicher Straße   | Senne                    |           | |
|  | St. Bonifatius       | Stieghorst Stieghorster Straße | Bielefeld-Mitte-Ost      | 1956–1957 | 1905/06 Bau einer Marienkapelle an der Elpke |
|  | Christkönig          | Gellershagen Weihestraße       | Im Bielefelder Westen    | 1954–1960 | |
|  | St. Hedwig           | Heepen Hillegosser Straße      | Bielefeld Ost            | 1955/56   | |
|  | Heilig-Geist-Kirche  | Dornberg Spandauer Allee       | Im Bielefelder Westen    | 1990–1991 | Oktogonaler Grundriss. Gemeinde- und Pfarrhaus bilden einheitliches Gebäudeensemble; Nachfolgekirche von Heilig Geist (Wellensiek) und Heilige Familie (Uerentrup) |
|  | Heilig-Kreuz-Kirche  | Brake Grundstraße              | Bielefeld-Mitte-Nord-Ost | 1958–1959 | außergewöhnlich gestaltetes Chorfenster |
|  | Herz-Jesu-Kirche     | Brackwede Mackebenstraße       | Brackwede-Quelle-Ummeln  | 1953      | Die alte Herz-Jesu-Kirche wurde 1891 erbaut und 1962 abgerissen. |
|  | St. Jodokus          | Mitte Klosterplatz             | Bielefeld-Mitte          | 1507–1511 | Spätgotische Hallenkirche, erbaut als Franziskanerkirche. Sie blieb trotz der Reformation durchweg katholisch und gilt als Mutterkirche aller katholischen Pfarreien nach der Reformation in Bielefeld. Bildet mit dem ehemaligen Franziskanerkloster ein Ensemble.                         |
|  | St. Johannes Baptist | Schildesche Ringenbergstraße   | Schildesche-Jöllenbeck   | 1911/12   | 1967 erweitert – erster Kapellenbau 1687 – In der St. Johannes-Baptist-Kirche finden regelmäßig russisch-orthodoxe Gottesdienste statt. |
|  | St. Joseph           | Mitte August-Bebel-Straße 7    | Bielefeld-Mitte-Nord-Ost | 1908–1910 | Architekt: Carl Moritz; 1944 durch Bomben schwer beschädigt, 1953 wiederaufgebaut, Innenraum 2000 künstlerisch neu gestaltet; regelmäßige Gottesdienste der tamilischen und ungarischen Gemeinde und der Gehörlosenseelsorge                                                                |
|  | St. Kunigunde        | Sennestadt Hirschweg           | Senne                    | 1951      | |
|  | Liboriuskirche       | Mitte Meindersstraße           | Bielefeld-Mitte          | 1958–1959 | Erster Spatenstich erfolgte durch den chinesischen Bischof Vitus Chang. 1981 und 2002 wurde die Kirche renoviert. |
|  | Liebfrauen           | Jöllenbeck Wordstraße          | Schildesche-Jöllenbeck   |           | |
|  | Liebfrauenkirche     | Mitte Fritz-Reuter-Straße      | Bielefeld-Mitte-Ost      | 1933–1934 | |
|  | Maria Königin        | Baumheide Donauschwabenstraße  | Bielefeld-Mitte-Nord-Ost | 1976–1982 | Im Leben-Jesu-Fenster wird in sechs Glasbahnen das Leben Jesu dargestellt. In der Maria-Königin-Kirche werden auch regelmäßig Gottesdienste in kroatischer Sprache gefeiert. |
|  | St. Meinolf          | Mitte Meinolfstraße            | Bielefeld Ost            | 1957      | |
|  | St. Michael          | Ummeln Am Depenbrocks Hof      | Bielefeld-Mitte          | 1958      | |
|  | St. Pius             | Gadderbaum Piusweg             | Bielefeld-Mitte          | 1958      | Die Kirche wurde entwidmet und ist abgerissen. Orgel, Glocken und sonstige Kunstwerke sind geborgen und entweder verkauft oder eingelagert. Die Kirche soll einer Erweiterung des Pius-Heimes Platz machen. Gottesdienste finden in Zukunft in der Marienkapelle des St. Pius-Heimes statt. |
|  | St. Thomas Morus     | Sennestadt Rheinallee          | Senne                    |           | |

### Katholische Ostkirchen
|  | Name                                                    | Standort                     | Konfession                       | Bauzeit | Besonderheiten                                                             |
|  | ------------------------------------------------------- | ---------------------------- | -------------------------------- | ------- | -------------------------------------------------------------------------- |
|  | Ukrainische katholische Kirche des byzantinischen Ritus | Hillegossen Am Alten Dreisch | ukrainisch griechisch-katholisch |         | Teilweise mitgenutzt von einer ukrainischen autonomen orthodoxen Gemeinde. |

## Orthodoxe Kirchen
|  | Name                  | Standort                  | Konfession          | Bauzeit   | Besonderheiten |
|  | --------------------- | ------------------------- | ------------------- | --------- | --- |
|  | Apostel-Paulus-Kirche | Mitte Weißenburger Straße | griechisch-orthodox | 1961–1963 | als evangelische Lukaskirche erbaut, seit 2002 von der griechisch-orthodoxen Kirchengemeinde Apostel Paulus genutzt |
|  | Verklärungskirche     | Sennestadt Am Beckhof     | russisch-orthodox   |           | Das Gebäude der heutigen russisch-orthodoxen Verklärungskirche ist ein ehemaliges Versorgungszentrum eines Altenheimes. Im Jahr 2009 zog die Gemeinde in das neue Gebäude ein. Vorher nutzte sie die Beckhofkirche. Die Verklärungskirche soll demnächst vergoldete Kuppeln bekommen. Siehe auch: Die russisch-orthodoxe Gemeinde in Sennestadt |
|  | Beckhofkirche         | Sennestadt Am Beckhof     | serbisch-orthodox   | 1962      | |
|  | Basiliuskirche        | Dornberg                  | serbisch-orthodox   | 1939–1944 | bis 1991 römisch-katholische Heilig-Geist-Pfarrkirche im Wellensiek |

## Apostolische und Neuapostolische Kirchen
|  | Gemeinde Standort                                                  | Bauzeit  | Besonderheiten |
|  | ------------------------------------------------------------------ | -------- | --- |
|  | Katholisch-Apostolische Gemeinde Bielefeld e. V. Mercatorstraße 12 | ca. 1895 | Die Kirche hat keinen besonderen Namen und gehört seit der Errichtung dieser Gemeinde. An Sonntagen und bestimmten Feiertagen werden Gottesdienste gefeiert. |
|  | Brake Naggertstraße                                                |          | |
|  | Gellershagen Geschwister-Scholl-Straße                             |          | |
|  | Heepen Kammerratsheide                                             |          | |
|  | Jöllenbeck Dorfstraße                                              |          | |
|  | Mitte Bismarckstraße                                               |          | |
|  | Ost Taubenstraße                                                   | 1968/69  | Die Gemeinden Stieghorst und Sieker wurden im Dezember 2009 zur Gemeinde Bielefeld-Ost zusammengelegt.                                                       |
|  | Schildesche Westerfeldstraße                                       | 1688     | ehemalige Kirche der katholischen Stiftsdamen und katholische Pfarrkirche                                                                                    |
|  | Sennestadt Schlinghofstraße                                        |          | |
|  | Süd Normannenstraße                                                |          | |
|  | Ummeln Versmolder Straße                                           |          | |

## Ehemalige Kirchen
|  | Früherer Name                     | Ort                                         | Bauzeit   | Besonderheiten |
|  | --------------------------------- | ------------------------------------------- | --------- | --- |
|  | Christuskirche                    | Dornberg Wellensiek 108 a                   |           | bis 2007 evangelische Pfarrkirche, heute in Privatbesitz (Nutzung als Veranstaltungssaal) |
|  | Martini-Kirche                    | Gadderbaum Arthur-Ladebeck-Straße 57        | 1897/1898 | Architekt: Karl Siebold; neugotisch, 1939 purifizierend umgestaltet; bis 1975 evangelische Pfarrkirche, dann griechisch-orthodoxe Kirche, seit 2003 als Erbbaurecht veräußert und nach Um- und Anbauten als Restaurant genutzt |
|  | Neuapostolische Kirche Stieghorst | Stieghorst Detmolder Straße/Danziger Straße | 1982      | 2009 entwidmet, danach Jugendbegegnungs- und Tagungsstätte der Neuapostolischen Kirche NRW, 2023 abgerissen und durch Wohnneubau ersetzt                                                                                       |
|  | Paul-Gerhardt-Kirche              | Mitte Detmolder Straße 107                  | 1959      | Architekt: Denis Boniver; bis 2007 evangelische Pfarrkirche, dann durchgreifender Umbau zur Synagoge Beit Tikwa der Jüdischen Kultusgemeinde Bielefeld                                                                         |

## Synagogen
|  | Name                | Ort                        | Bauzeit | Beschreibung                                                                        |
|  | ------------------- | -------------------------- | ------- | ----------------------------------------------------------------------------------- |
|  | Synagoge Beit Tikwa | Mitte Detmolder Straße 107 | 1959    | Architekt: Denis Boniver; seit 2007 Synagoge der Jüdischen Kultusgemeinde Bielefeld |

## Moscheen
In Bielefeld gibt es etwa 12 Moscheen und Beträume.
- Vatan-Moschee[6]